# فريتز كريستن
فريتز كريستن (بالألمانية: Fritz Christen)‏ هو جندي ألماني، ولد في 29 يونيو 1921 في Wredenhagen ‏ في ألمانيا، وتوفي في 23 سبتمبر 1995 في Neusorg ‏ في ألمانيا.